# Arnd Peiffer
Pour les articles homonymes, voir Peiffer.
Arnd Peiffer, né le 18 mars 1987 à Wolfenbüttel, est un biathlète allemand. Quintuple champion du monde (outre les relais mixte en 2010 et 2017 et masculin en 2015, il est médaillé d'or du sprint en 2011 et de l'individuel 20 km en 2019), il est également champion olympique du sprint à Pyeongchang en 2018 et du relais avec l'Allemagne aux Jeux de 2014. En mars 2021, il met subitement un terme à sa carrière avant la dernière étape de la saison à Östersund, se retirant sur un palmarès de 11 victoires et 40 podiums individuels en Coupe du monde.

## Biographie
Il étudie à Clausthal-Zellerfeld, où il est licencié au club local. En dehors du biathlon, il reçoit une formation pour devenir policier fédéral.

### Débuts et premiers podiums
Sa carrière chez les juniors est marquée par deux médailles de bronze obtenues en 2008 à Ruhpolding en sprint et en relais aux championnats du monde de la catégorie et deux victoires lors de la même saison dans la Coupe d'Europe junior à Obertilliach et Arber. Il commence à prendre part à la coupe du monde lors de la saison 2008-2009. Dès sa première participation, il termine sur la deuxième marche du podium du relais d'Oberhof puis deux jours plus tard, il prend la septième place du sprint. Sélectionné pour les Championnats du monde de Pyeongchang, où il ne dispute pas les courses individuelles, il prend part au relais masculin et au relais mixte, obtenant à chaque fois la médaille de bronze. En fin de saison, il décroche sa première victoire lors du sprint de Khanty-Mansiïsk. L'année suivante, il remporte dans la même localité le titre mondial en relais mixte avec Magdalena Neuner, Simone Hauswald et Simon Schempp. Lors de cette seconde saison, il gagne une deuxième course en Coupe du monde (sprint d'Antholz-Anterselva) et participe aux Jeux olympiques de 2010 à Vancouver, prenant notamment la cinquième place en relais et la dix-septième à la mass-start.

### 2011 - 2014: champion du monde du sprint et médaillé olympique
Lors des Championnats du monde 2011 à Khanty-Mansiïsk, il s'impose sur le sprint devant Martin Fourcade avec 13 secondes d'avance et gagne son premier titre mondial individuel (qui est également sa première médaille individuelle en grande compétition). Il y remporte aussi la médaille d'argent au relais mixte. Cette saison fait partie de ses plus riches en victoires, finissant vainqueur aussi à Presque Isle en sprint, sa discipline de prédilection et deux fois en relais à Oberhof et Antholz.
L'hiver suivant, après deux étapes plutôt en retrait de sa part, il revient en haut des classements devant son public à Oberhof, où il s'est révélé en 2009, remportant le sprint devant Simon Fourcade, malgré une erreur au tir. Il confirme ce succès par une deuxième place à Nové Město, puis au site prestigieux d'Oslo, où il enchaîne également avec une victoire sur la poursuite. Sur les Championnats du monde à Ruhpolding, en Allemagne, il commence par une médaille de bronze en relais mixte avec Andrea Henkel, Magdalena Neuner et Andreas Birnbacher. En individuel, ses résultats sont inférieurs à ses performances récentes, réussissant au mieux à finir septième sur l'individuel et la mass-start. Il collecte une nouvelle médaille de bronze sur le relais masculin. Il se reprend à Khanty-Mansiïsk, pour la dernière étape de l'hiver, où il est abonné à la deuxième place, dominé à chaque fois par Martin Fourcade ou Emil Hegle Svendsen. Pour la deuxième saison consécutive, il est quatrième de la Coupe du monde.
En 2012-2013, il subit le contrecoup de la saison passée, échouant à monter sur le moindre podium individuel (4e au mieux). Aux Championnats du monde à Nové Město, il ramasse son habituelle médaille sur le relais avec Simon Schempp, Andreas Birnbacher et Erik Lesser.
Aux Jeux olympiques de Sotchi en 2014, Peiffer décroche initialement la médaille d'argent dans l'épreuve du relais (4 × 7,5 km), en compagnie de Daniel Böhm, Erik Lesser et Simon Schempp. Cette médaille se transforme en or dix ans plus tard, en 2024, lorsque l'Allemagne est officiellement sacrée championne olympique 2014 du relais à la suite de la disqualification des Russes pour dopage. Sur le plan individuel, il ne se distingue pas lors des Jeux, n'obtenant aucun top dix. Il termine deuxième du classement du sprint de la saison 2013-2014 de Coupe du monde, grâce notamment à trois podiums dans cette discipline, derrière l'inévitable Martin Fourcade, qui domine le biathlon pendant une bonne partie de la carrière de l'Allemand.

### 2015 - 2017: champion du monde en relais et de nouveau victorieux en Coupe du monde
En février 2015, il renoue avec la victoire lors du sprint d'Holmenkollen, trois ans après sa dernière victoire également acquise à Holmenkollen. Ensuite, à Kontiolahti, pour les Championnats du monde, il remporte le titre qui lui manquait, celui du relais masculin, après de multiples accessits et podiums, avec les mêmes coéquipiers qu'aux Jeux olympiques de Sotchi, en devançant les Norvégiens qui alignaient pourtant parmi les meilleurs biathlètes de l'histoire. Son bilan en Coupe du monde n'est pas son meilleur (13e), comptant un seul autre podium individuel à Ruhpolding.
En 2015-2016, Peiffer se montre d'abord en forme à Östersund, où il est deuxième en sprint et poursuite, puis manque ensuite le podium à plusieurs reprises, dont aux Championnats du monde de Holmenkollen, où il est cinquième de la mass-start, compétition durant laquelle aussi il gagne deux médailles d'argent dans les relais.
Toujours présent dans les premiers depuis 2009, il confirme son statut dans la Coupe du monde 2016-2017, montant sur des podiums à Östersund et Oberhof, avant de gagner en relais masculin à Antholz, puis sur le relais mixte des Championnats du monde à Hochfilzen, en compagnie de Vanessa Hinz, Laura Dahlmeier et Simon Schempp. Néanmoins, il est moins en verve individuellement, avec au mieux une dixième place à la mass-start. Quelques semaines plus tard, il réémerge à son habitude par une victoire sur la poursuite de Kontiolahti, deux ans après sa dernière, après une cinquième place sur le sprint. Il y bat l'Autrichien Simon Eder au sprint et de deux secondes le Norvégien Emil Hegle Svendsen.

### 2018 et 2019: le sacre olympique et titre mondial sur l'individuel
Le 11 février, il gagne l'épreuve du sprint des Jeux olympiques de Pyeongchang et devient champion olympique, sa première médaille d'or individuelle aux Jeux, grâce à un 10/10 au tir, tandis que les meilleurs biathlètes du monde que sont Martin Fourcade et Johannes Thingnes Bø commettent respectivement trois et quatre erreurs au tir. Il remporte aussi la médaille de bronze en relais. Même s'il n'est monté que sur un seul autre podium individuel durant l'hiver (sprint d'Antholz), il est resté performant et régulier tout au long de la saison : il termine ainsi au quatrième rang du classement général de la Coupe du monde et se classe troisième de celui du sprint.
Lors de la saison 2018-2019, alors qu'il compte trois podiums sans victoire, il devient champion du monde de l'individuel 20 km le 13 mars à Östersund, une discipline où il n'avait jamais obtenu de podium jusque-là durant sa carrière internationale. Auteur d'un 20 sur 20 au tir, performance qu'il est le seul à réaliser parmi les sept premiers de la course, sous les chutes de neige et dans le vent, il devance à l'arrivée Vladimir Iliev et Tarjei Bø de plus d'une minute.

### 2020 - 2021: fin de carrière
Au cours de la saison 2019-2020, il ne marque pas le moindre point dans la discipline de l'individuel alors qu'il en est champion du monde en titre, mais reste au niveau dans les autres épreuves, terminant sur le podium de deux mass start (Oberhof et Nové Město). Il avait pourtant commencé la saison avec difficulté devant renoncer aux deux premières courses de l'hiver sur maladie, puis étant légèrement blessé sur chute de retour en compétition. Aux Championnats du monde 2020 à Antholz, il se classe cinquième sur la mass-start, après avoir obtenu une nouvelle médaille de bronze en relais avec Erik Lesser, Philipp Horn et Benedikt Doll.
Lors de la saison 2020-2021, il se maintient autour du top dix de la Coupe du monde, ajoutant de nouveaux podiums individuels à sa collection, dont une onzième et dernière victoire dans l'élite mondiale en dominant la mass-start d'Hochfilzen, presque deux ans après la précédente (le titre mondial d'Östersund). Il signe alors le seul succès individuel allemand de la saison, hommes et femmes confondus. Aux Championnats du monde 2021 à Pokljuka, il connaît l'échec dans les relais (deux fois septième), mais poursuit sa série de podiums depuis 2009, soit onze éditions consécutives avec au moins une médaille à son actif, grâce ici à sa deuxième place sur l'individuel (médaille d'argent), 16 secondes derrière la révélation norvégienne Sturla Holm Lægreid (les deux à 20/20 au tir). Il sauve également les Allemands d'une nouvelle déconvenue en leur apportant leur première médaille à ces championnats.
Le 16 mars 2021, il crée la surprise en annonçant sur les réseaux sociaux la fin immédiate de sa carrière, alors que la saison n'est pas encore terminée et qu'il reste une étape à Östersund.

## Palmarès

### Jeux olympiques
En 2014, tout comme son compatriote Erik Lesser, il participe le dernier jour des Jeux olympiques de Sotchi à l'épreuve de ski de fond du 50 kilomètres, où il termine à la 40e place.
| Édition / Épreuve | Individuel | Sprint                         | Poursuite | Mass start | Relais                              | Relais mixte                     |
| ----------------- | ---------- | ------------------------------ | --------- | ---------- | ----------------------------------- | -------------------------------- |
| Vancouver 2010    | —          | 36e                            | 36e       | 16e        | 4e                                  | Épreuve inexistante à cette date |
| Sotchi 2014       | —          | 34e                            | 19e       | 18e        | Médaille d'or, Jeux olympiques      | —                                |
| Pyeongchang 2018  | 21e        | Médaille d'or, Jeux olympiques | 8e        | 13e        | Médaille de bronze, Jeux olympiques | 4e                               |

Légende :
- : première place, médaille d'or
- : deuxième place, médaille d'argent
- : troisième place, médaille de bronze
- — : non disputée par Peiffer
- : épreuve ne figurant pas au programme olympique

### Championnats du monde
| Édition / Épreuve       | Individuel                   | Sprint                       | Poursuite                    | Mass start                   | Relais                       | Relais mixte              | Relais mixte simple              |
| ----------------------- | ---------------------------- | ---------------------------- | ---------------------------- | ---------------------------- | ---------------------------- | ------------------------- | -------------------------------- |
| Pyeongchang 2009        | —                            | —                            | —                            | —                            | Médaille de bronze, monde    | Médaille de bronze, monde | Épreuve inexistante à cette date |
| Khanty-Mansiïsk 2010    | Jeux olympiques de Vancouver | Jeux olympiques de Vancouver | Jeux olympiques de Vancouver | Jeux olympiques de Vancouver | Jeux olympiques de Vancouver | Médaille d'or, monde      | Épreuve inexistante à cette date |
| Khanty-Mansiïsk 2011    | 14e                          | Médaille d'or, monde         | 4e                           | 7e                           | 6e                           | Médaille d'argent, monde  | Épreuve inexistante à cette date |
| Ruhpolding 2012         | 7e                           | 36e                          | 17e                          | 7e                           | Médaille de bronze, monde    | Médaille de bronze, monde | Épreuve inexistante à cette date |
| Nové Město 2013         | 28e                          | 15e                          | 20e                          | 22e                          | Médaille de bronze, monde    | —                         | Épreuve inexistante à cette date |
| Kontiolahti 2015        | 22e                          | 30e                          | 14e                          | 22e                          | Médaille d'or, monde         | —                         | Épreuve inexistante à cette date |
| Holmenkollen 2016       | —                            | 7e                           | 13e                          | 5e                           | Médaille d'argent, monde     | Médaille d'argent, monde  | Épreuve inexistante à cette date |
| Hochfilzen 2017         | 34e                          | 12e                          | 19e                          | 10e                          | 4e                           | Médaille d'or, monde      | Épreuve inexistante à cette date |
| Östersund 2019          | Médaille d'or, monde         | 9e                           | 13e                          | 6e                           | Médaille d'argent, monde     | Médaille d'argent, monde  | —                                |
| Antholz-Anterselva 2020 | 50e                          | 7e                           | 5e                           | 21e                          | Médaille de bronze, monde    | 4e                        | —                                |
| Pokljuka 2021           | Médaille d'argent, monde     | 36e                          | 20e                          | 12e                          | 7e                           | 7e                        | —                                |

Légende :
- : première place, médaille d'or
- : deuxième place, médaille d'argent
- : troisième place, médaille de bronze
- — : non disputée par Peiffer
- : pas d'épreuve

### Coupe du monde
- Meilleur classement général : 4e en 2011, 2012, 2017 et 2018.
- 87 podiums :
  - 40 podiums individuels : 11 victoires, 16 deuxièmes places, 13 troisièmes places[8] ;
  - 35 podiums en relais : 8 victoires, 12 deuxièmes places, 15 troisièmes places ;
  - 12 podiums en relais mixte : 3 victoires, 5 deuxièmes places, 4 troisièmes places.

#### Détail des victoires
| Saison / Épreuve | Individuel               | Sprint                                     | Poursuite    | Mass start | Total |
| 2008-2009        |                          | Khanty-Mansiïsk                            |              |            | 1     |
| 2009-2010        |                          | Antholz-Anterselva                         |              |            | 1     |
| 2010-2011        |                          | Presque Isle Khanty-Mansiïsk (Ch.du monde) |              |            | 2     |
| 2011-2012        |                          | Oberhof                                    | Holmenkollen |            | 2     |
| 2014-2015        |                          | Holmenkollen                               |              |            | 1     |
| 2016-2017        |                          |                                            | Kontiolahti  |            | 1     |
| 2017-2018        |                          | Pyeongchang (J.O)                          |              |            | 1     |
| 2018-2019        | Östersund (Ch. du monde) |                                            |              |            | 1     |
| 2020-2021        |                          |                                            |              | Hochfilzen | 1     |
| Total            | 1                        | 7                                          | 2            | 1          | 11    |

#### Classements en Coupe du monde
| Saison    | Individuel | Individuel | Sprint | Sprint   | Poursuite | Poursuite | Mass start | Mass start | Général | Général  |
| Saison    | Points     | Position   | Points | Position | Points    | Position  | Points     | Position   | Points  | Position |
| --------- | ---------- | ---------- | ------ | -------- | --------- | --------- | ---------- | ---------- | ------- | -------- |
| 2008-2009 | 24         | 54e        | 142    | 23e      | 43        | 44e       |            |            | 209     | 38e      |
| 2009-2010 | 40         | 33e        | 267    | 6e       | 160       | 9e        | 161        | 3e         | 646     | 9e       |
| 2010-2011 | 84         | 14e        | 333    | 3e       | 175       | 8e        | 143        | 6e         | 735     | 4e       |
| 2011-2012 | 69         | 12e        | 270    | 4e       | 257       | 3e        | 140        | 8e         | 736     | 4e       |
| 2012-2013 | 49         | 17e        | 177    | 16e      | 168       | 15e       | 97         | 20e        | 491     | 18e      |
| 2013-2014 | 16         | 38e        | 289    | 2e       | 192       | 12e       | 59         | 21e        | 556     | 7e       |
| 2014-2015 | 60         | 17e        | 243    | 8e       | 151       | 13e       | 86         | 22e        | 540     | 13e      |
| 2015-2016 | 0          | nc         | 262    | 4e       | 181       | 10e       | 146        | 6e         | 589     | 11e      |
| 2016-2017 | 48         | 22e        | 275    | 4e       | 298       | 3e        | 141        | 8e         | 746     | 4e       |
| 2017-2018 | 42         | 14e        | 259    | 3e       | 227       | 5e        | 165        | 7e         | 668     | 4e       |
| 2018-2019 | 88         | 4e         | 232    | 10e      | 263       | 6e        | 219        | 2e         | 802     | 5e       |
| 2019-2020 | 0          | nc         | 187    | 13e      | 167       | 9e        | 186        | 5e         | 540     | 11e      |
| 2020-2021 | 84         | 5e         | 238    | 11e      | 137       | 20e       | 159        | 5e         | 642     | 12e      |

### Championnats du monde junior
| Épreuve / Édition        | Individuel | Sprint                             | Poursuite | Relais                             |
| Mondiaux 2008 Ruhpolding | -          | Médaille de bronze, Coupe du Monde | 7e        | Médaille de bronze, Coupe du Monde |